# Ahuatlán (kommun)
Ahuatlán är en kommun i Mexiko.   Den ligger i delstaten Puebla, i den sydöstra delen av landet, 130 km sydost om huvudstaden Mexico City. Antalet invånare är 3 402. Arean är 194 kvadratkilometer.
Terrängen i Ahuatlán är lite kuperad.
Följande samhällen finns i Ahuatlán:
- Ahuatlán
- San José el Rodeo
- San Isidro Mimilulco
- Guadalupe